# El diario del fútbol
El diario del fútbol (anteriormente El diario del lunes) es un programa de televisión deportivo uruguayo emitido por el Canal 4 y conducido por Sergio Gorzy y Eduardo Rivas. Tuvo su estreno el 18 de marzo de 2019 a las 22.30, mientras que la segunda temporada fue estrenada el 17 de febrero de 2020.
En junio de 2020, debido a la cancelación del fútbol a causa de la pandemia de enfermedad por coronavirus, el programa fue levantado, sin ser anunciada una fecha de regreso, siendo la última emisión la del 15 de junio. El 14 de septiembre, el programa regresó al aire, gracias al retorno de la actividad deportiva en el país.
En la segunda temporada, el programa comenzó a emitirse los viernes, por lo tanto se cambió el nombre provisoriamente a El diario, la previa del fútbol. Finalmente se optó por el título El diario del fútbol. Sin embargo, a partir del 14 de agosto de 2021, se emite los sábados a las 10ː00. La cuarta temporada se estrenó el 15 de enero de 2022, mientras que la quinta, el 21 de enero de 2023.

## Formato
La finalidad del programa es crear una comunicación distinta a otros formatos de este género. Se trata de crear un espacio donde la opinión y la polémica estén presentes. En cada programa se confecciona una “tapa” de diario con los principales temas deportivos que se debatirán en esa instancia. Además, la audiencia puede interactuar a través de las redes sociales.

## Equipo

### Conducción
- Sergio Gorzy

### Panelistas

#### Actualidad
- Eduardo Rivas

- Jorge Seré
- Federico Paz
- Fernando Alvez
- Daniel Richard
- Nelson Bambino Etchegoyen

#### Antiguos
- Edward Piñón (2019)

- Gustavo Fernández Insúa (2019-2020).
- Leonardo Sanguinetti[6]

### Móviles
- Rodrigo Vázquez

## Temporadas
| Primera | 40 | 18 de marzo de 2019      | 16 de diciembre de 2019 | [ 8 ] [ 9 ]   |
| Segunda | 18 | 17 de febrero de 2020    | 15 de junio de 2020     | [ 2 ] [ 10 ]  |
| Segunda | 14 | 14 de septiembre de 2020 | 14 de diciembre de 2020 | [ 11 ]        |
| Tercera | 50 | 15 de enero de 2021      | 25 de diciembre de 2021 | [ 12 ] [ 13 ] |
| Cuarta  | 50 | 15 de enero de 2022      | 24 de diciembre de 2022 | [ 14 ]        |
| Quinta  | -  | 21 de enero de 2023      | presente                | [ 5 ]         |